# Pruflas
Pruflas ili Bufas je, prema Weyerovoj Pseudomonarchiji Daemonum (1583.), princ i vojvoda u paklu. Zapovijeda nad dvadeset i šest legija. Ne spominje se u Goeciji. Pojavlju se u plamenom obliku. Ima glavu noćnog sokola. Potiče na nesklad, rat, svađe i laži. Prizivatelju odgovara na sva pitanja.